# Патара-Самсари
Патара-Самсари (груз. პატარა სამსარი, арм. Փոքր Սամսար) — село в Грузии, на территории Ахалкалакского муниципалитета края (мхаре) Самцхе-Джавахети.

## География
Село находится в южной части Грузии, на правом берегу реки Самсрисцкали (левый приток Баралетисцкали), на расстоянии приблизительно 17 километров (по прямой) к северо-востоку от города Ахалкалаки, административного центра муниципалитета. Абсолютная высота — 2015 метров над уровнем моря.

## Население
По результатам официальной переписи населения 2014 года, в Патара-Самсари проживало 365 человек (184 мужчины и 181 женщина). В национальной структуре населения армяне составляли 99,7 %, грузины — 0,3 %.
| Год  | Население, человек |
| ---- | ------------------ |
| 2002 | 548                |
| 2014 | ↘ 365              |